# Anžuovi otoci
Anžuovi otoci (rus. Анжу Oстрова, jakutski: Анжу арыылара) su zemljopisna podgrupa Novosibirskih otoka. Nalaze se između Laptevskog mora i Istočnosibirskog mora u ruskom Arktičkom oceanu. Ukupna površina otoka je oko 29.000 km2.
Ova otočna skupina je praktički nenaseljen prostor. Upravno pripada ruskoj republici Jakutiji.

## Geografija
Glavni otoci Anžuovih otoka su:
- otok Koteljni je s 11.665 km2 najveći otok u skupini, a preko povremeno poplavljene Bungeove zemlje (6.200 km2) povezan je s poluotokom Fadejevski (5.300 km2), koji je povremeno zaseban otok
- otok Novi Sibir, oko 6.200 km2,
- otok Belkovski, oko 500 km2

Uz ova 3 najveća, u otočju je i poveći broj manjih otoka, uz obalu 3 najveća.

## Povijest
Ruski trgovac Ivan Ljahov vjerojatno je prvi Europljanin koji je 1772. – 1774. posjetio otok Koteljni. Jakov Sanikov je 1805. otkrio otok Fadejevski, a 1808. – 1810. zajedno s Matvejem Gedenštromom je istraživao i kartografirao otoke. Anžuovi otoci nazvani su po ruskom istraživaču Pjotru Anžuu, koji je 1820. godine kartografirao područje.

## Vanjske poveznice
|  | Zajednički poslužitelj ima još gradiva o temi Anžuovi otoci |